# Bernard Yago
Bernard Yago (Pass, juli 1916 - Abidjan, 5 oktober 1997) was een Ivoriaans kardinaal, aartsbisschop van het aartsbisdom Abidjan en metropoliet van de Ivoriaanse rooms-katholieke kerkprovincie.

## Levensloop
Bernard Kardinaal Yago werd in juli 1916 geboren te Pass, Yopougon. Yago studeerde aan het seminarie te Abidjan en werd op 1 mei 1947 tot priester gewijd. Tussen 1947 en 1956 werkte hij als professor aan het kleinseminarie te Bingerville en als directeur van het preseminarie École de Petit Clerics, waarna hij tot 1957 in Abidjan pastoraal werk verrichtte.
Van 1957 tot 1959 studeerde hij aan het Institut Catholique de Paris. Na terugkeer in Ivoorkust, werkte hij tot 1960 voor de Katholieke Aktie in Abidjan.
Op 5 april 1960 werd Yago door paus Johannes Paulus II aangesteld als aartsbisschop van Abidjan. Op 8 mei 1960 volgde de wijding tot bisschop in de Sint-Pietersbasiliek te Rome door paus Johannes Paulus II zelf, met als co-consecrators de bisschoppen Napoléon-Alexandre Labrie en Fulton John Sheen. Hij werd daarmee gelijk metropoliet van de Ivoriaanse rooms-katholieke kerkprovincie.
Van 1962 tot 1965 woonde Yago het Tweede Vaticaans Concilie bij.
Op 2 februari 1983 werd hij door paus Johannes Paulus II tot kardinaal van de Heilige Kerk van Rome en kardinaal-priester van de San Crisogono gecreëerd. Hij was daarmee de eerste kardinaal uit Ivoorkust.
Op 19 december 1994, na vierendertig jaar dienst, werd zijn verzoek tot terugtreden aangenomen. Hij werd als aartsbisschop opgevolgd door Bernard Agré. In juli 1996 bereikte hij de leeftijd van tachtig jaar, en verloor daarmee het recht te stemmen tijdens conclaven.
Kardinaal Yago overleed op 5 oktober 1997 te Abidjan, in de leeftijd van 81 jaar. Hij ligt begraven in de metropolitane kathedraal van het aartsbisdom Abidjan.

## Publicaties
- Léon Francis Lébry: Bernard Cardinal Yago. Passionné de Dieu et de l’homme. Abidjan 1997
- Frédéric Grah Mel: Bernard Yago, le cardinal inattendu. Presses des universités de Côte d’Ivoire, 1998